# Dispersió de les llavors

Dispersió pel vent de llavors de la dent de lleó

La dispersió  o disseminació de llavors és el moviment o transport de les llavors lluny de la planta mare. Les plantes tenen una mobilitat limitada i, per tant, depenen d'una varietat d'estratègies de dispersió per al transport dels seus propàguls incloent els vectors, tant siguin abiòtics com biòtics. Les llavors poden ser dispersades lluny de la planta mare, individualment o juntament amb els fruits i d'aquest fenomen se'n diu en termes generals telecòria. Els patrons de dispersió de llavors es determinen en gran part pel mecanisme de dispersió i això té implicacions importants per a l'estructura demogràfica i genètica de les poblacions de les plantes, així com dels patrons de migració i les interaccions entre espècies. Algunes plantes mostren adaptacions ben singulars i només dispersen les seves llavors, en resposta a un estímul molt concret del medi ambient que l'envolta. Amb tot, la disseminació no és, en general, un procés tan especialitzat com la pol·linització

## Diàspores
Les unitats funcionals de disseminació s'anomenen genèricament en els espermatòfits diàspores. Pot ser la llavor tota sola (per exemple els pinòfits i gairebé totes les angiospermes amb fruits secs dehiscents), el fruit o una part d'un fruit (moltes angiospermes), les llavors o els fruit associats a elements diversos (calzes, bràctees florals, etc.), una infructescència, la planta sencera o la seva part aèria (cas dels estepicursors), un òrgan vegetatiu (propàgul), i, encara que molt rarament, l'embrió. En el cas dels pteridòfits les diàspores es corresponen amb les seves espores.

## Avantatges de la dispersió

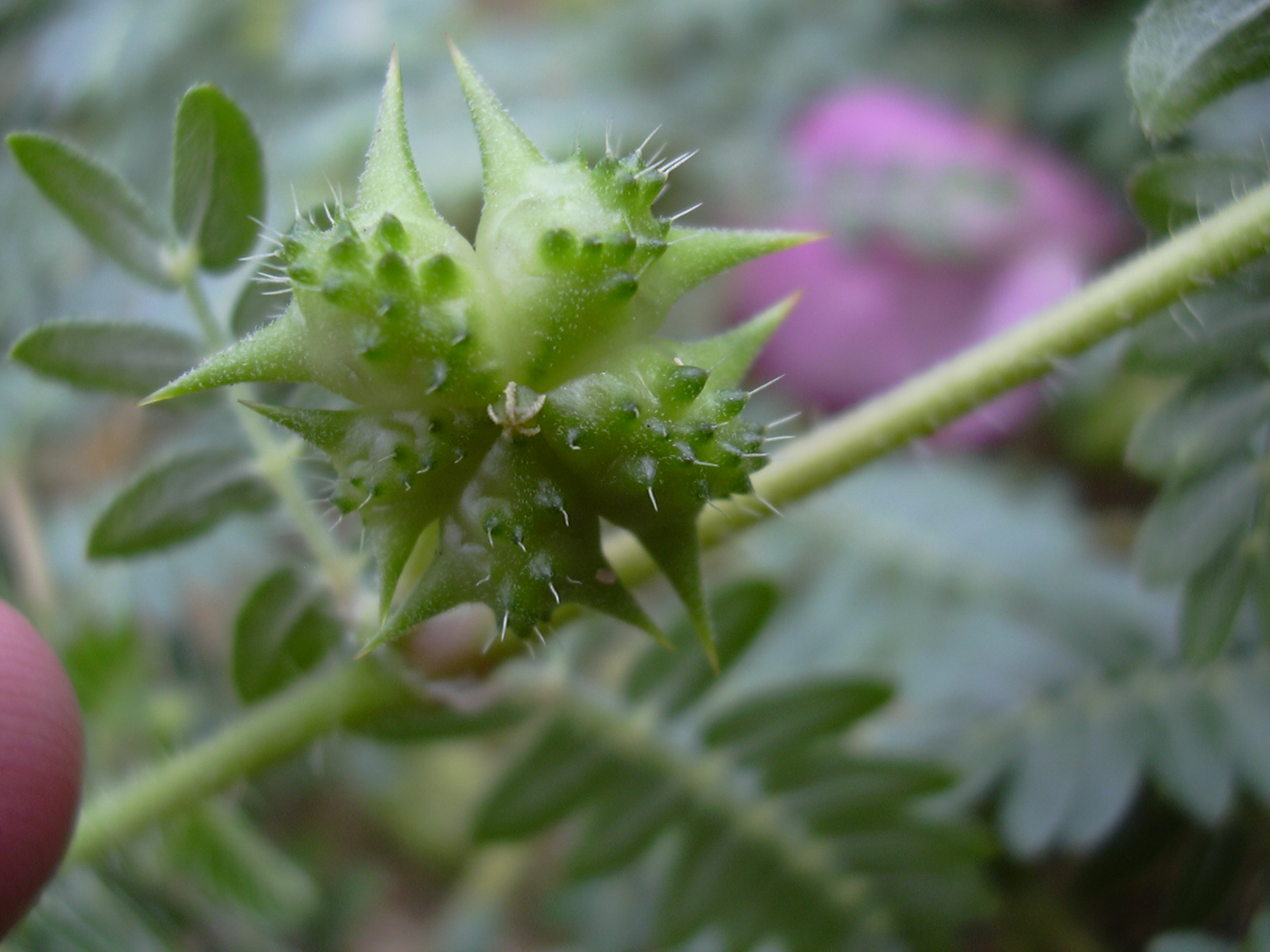
Fruit amb fortes espines de Tribulus terrestris

Les plantes produeixen propàguls en forma de llavors, nues o acompanyades per parts derivades d'altres òrgans, que idealment han de dispersar-se a certa distància. L'avantatge obtinguda de la dispersió llunyana és múltiple: l'espècie troba una oportunitat d'estendre la seva àrea per tal de colonitzar nous hàbitats i regions geogràfiques, els peus que creixen junts no estaran tan emparentats (no seran tan "consanguinis") el que augmentarà el vigor de la seva progènie comuna, els nous individus no competiran per l'espai i els nutrients amb la planta mare i, per acabar, no seran tan dependents d'animals depredadors de plàntules i d'agents patògens, que sovint ataquen a les altes concentracions de plàntules sota dels individus parentals adults. Hi ha diverses formes de promoure l'allunyament dels propàguls, que permeten distingir sobretot la zoocòria (dispersió amb auxili d'animals) i l'anemocòria.
La dispersió de llavors té moltes conseqüències per a l'ecologia i l'evolució de les plantes. La dispersió és imprescindible per a les migracions d'espècies enfront de qualsevol canvi estocàstic com poden ser les fluctuacions relacionades amb el canvi climàtic. Darrerament també té importància la capacitat de dispersió d'una espècie per a colonitzar nous hàbitats a causa de factors humans; aquesta mena de dispersió provocada per activitats humanes pot portar associat el problema que un determinat tàxon esdevingui una espècie invasora. La dispersió de llavors té un paper central en dues grans teories de com es mantenen la biodiversitat en els ecosistemes naturals.

## Desavantatges de la dispersió
No sempre, però, és desitjable aquesta disseminació a grans distàncies. Així, en alguns casos és més favorable assegurar la permanència de la descendència en el mateix nínxol ecològic sobretot quan aquests són molt específics o són indrets molt inhòspits. En aquest supòsit, trobar un lloc adequat per créixer vora la planta mare és molt més segur que no pas trobar-lo ben lluny. Aquest és el cas, per exemple, d'algunes plantes que es fan a les escletxes de les roques o de les que habiten en regions subdesèrtiques. Del fenomen de no dispersió de les llavors o de disseminació a distàncies curtes s'anomena atelecòria.

## Tipologia de la dispersió de llavors
Hi ha cinc modalitats principals de la dispersió de llavors: la gravetat, el vent, l'aigua, els animals i la mateixa planta.

## Baricòria
La baricòria usa la gravetat com a la forma més senzilla d'aconseguir la dispersió de les llavors. L'efecte de la gravetat en els fruits més pesats els fa caure de la planta quan estan madurs. Fruits que exhibeixen aquest tipus de dispersió són, per exemple, les pomes, el coco i el maracujà, i la seva forma arrodonida els permet, posteriorment, rodolar per obtenir major distància de la planta mare. La dispersió per efecte de la gravetat també permet l'allunyament, més tard, per l'aigua o pels animals.

## Anemocòria
L'anemocòria és una forma de dispersió dels propàguls en la qual és el vent el que produeix el transport. L'anemocòria es basa en general en llavors petites i seques (com en les orquídies) o altres vegades dotades o acompanyades d'estructures en forma d'apèndixs (ales, plomalls) que augmenten la seva superfície i el seu fregament amb l'aire retardant la seva caiguda i facilitant el transport pel vent. Els dos casos més comuns són: 
- Llavors o fruits alats. Els pins presenten llavors que quan es desprenen de la bràctea tectriu (l'escata) van acompanyades d'una ala o expansió laminar. Generalment són fruit en sàmara o fruits de tipus aqueni però alats. Els fruits dels aurons porten una ala asimètrica, bombada i dotada d'una vora d'atac, semblant en tot a una de les pales d'una hèlix aeronàutica, que, mentre el fruit cau, provoca un moviment de gir que retarda l'arribada a terra, afavorint l'allunyament. Una cosa semblant s'observa en les llavors de l'arbre Gyrocarpus.
- Expansions filiformes formades per pèls flexibles o ríqides (genèricament anomenat vil·là) que acompanyen a la llavor o fruit. Els vil·là permeten fins i tot que el vent aixequi al propàgul, transportant-lo a grans distàncies. Moltes compostes, com les dents de lleó (gènere Taraxacum) formen petits fruits monospermes i secs (aquenis) que pengen d'un vil·là. En altres casos, però, les llavors, molt petites, apareixen envoltades per una massa cotonosa: és el cas dels pollancres (Populus), els salzes (Salix) o les balques (Typha).

A més d'aquesta subdivisió per les característiques anatòmiques de les diàspores, sovint s'assenyalen altres subtipus en relació amb l'eficiència dispersant:
- L'euanemocòria es produeix quan les diàspores són fàcilment aixecades i dutes lluny pel vent, sigui perquè són molt petites (orquidàcies), sigui per la seva baixa relació pes/volum (fruits vesiculosos, a Colutea, òrgans amb plomall molt desenvolupat, com en les compostes).
- En la plananemocòria gràcies a expansions membranoses (ales) o a plomalls, malgrat que puguin ser un xic pesants (Pinus, Acer, etc.). els permet planejar grans distàncies.
- En la boleoanemocòria les espècies llancen les diàspores activa o passivament. Es pot tractar de plantes amb tiges erectes i elàstiques, que porten al capdamunt les diàspores (fruits sobre pedicels, granes dins de càpsules) i que aprofiten els cops de vent per llançar-les, com si fossin catapultes (Papaver, Antirrhinum, i algunes umbel·líferes).
- Un cas ben especial és la geoanemocòria de les plantes anomenades estepicursores, que es deixen traslladar senceres. Solen ser plantes que viuen en zones estepàries o erms i que, un cop fructificades, són arrencades pel vent, que les transporta d'aquí cap allà, fent-les rodar o arrossegant-les, de manera que les seves llavors es deixin anar i es dispersin. És el cas de la barrella punxosa (Salsola kali) o del panical (Eryngium campestre), que al desarrelar-se són transportades rodant pel vent, alhora que van desprenent les seves llavors en el decurs del seu èxode. Aquests estepicursors són propis de llocs oberts amb molt poca vegetació i on poden moure's llargues distàncies.

|  |  |  |

La dispersió pel vent és molt estesa i és un dels mitjans més primitius de la disseminació de les llavors, però una de les limitacions importants d'aquesta estratègia és la necessitat d'una producció de llavor abundant per maximitzar la probabilitat d'un aterratge de la sement en un lloc adequat per a la seva germinació. És força general en indrets amb poques possibilitats de trobar altres agents disseminadors prou eficaços com pastures de llocs freds, estepes i ambients encara per colonitzar. Més de la meitat de la flora alpina és anemocora i és també molt comuna entre moltes males herbes o espècies ruderals.

## Hidrocòria

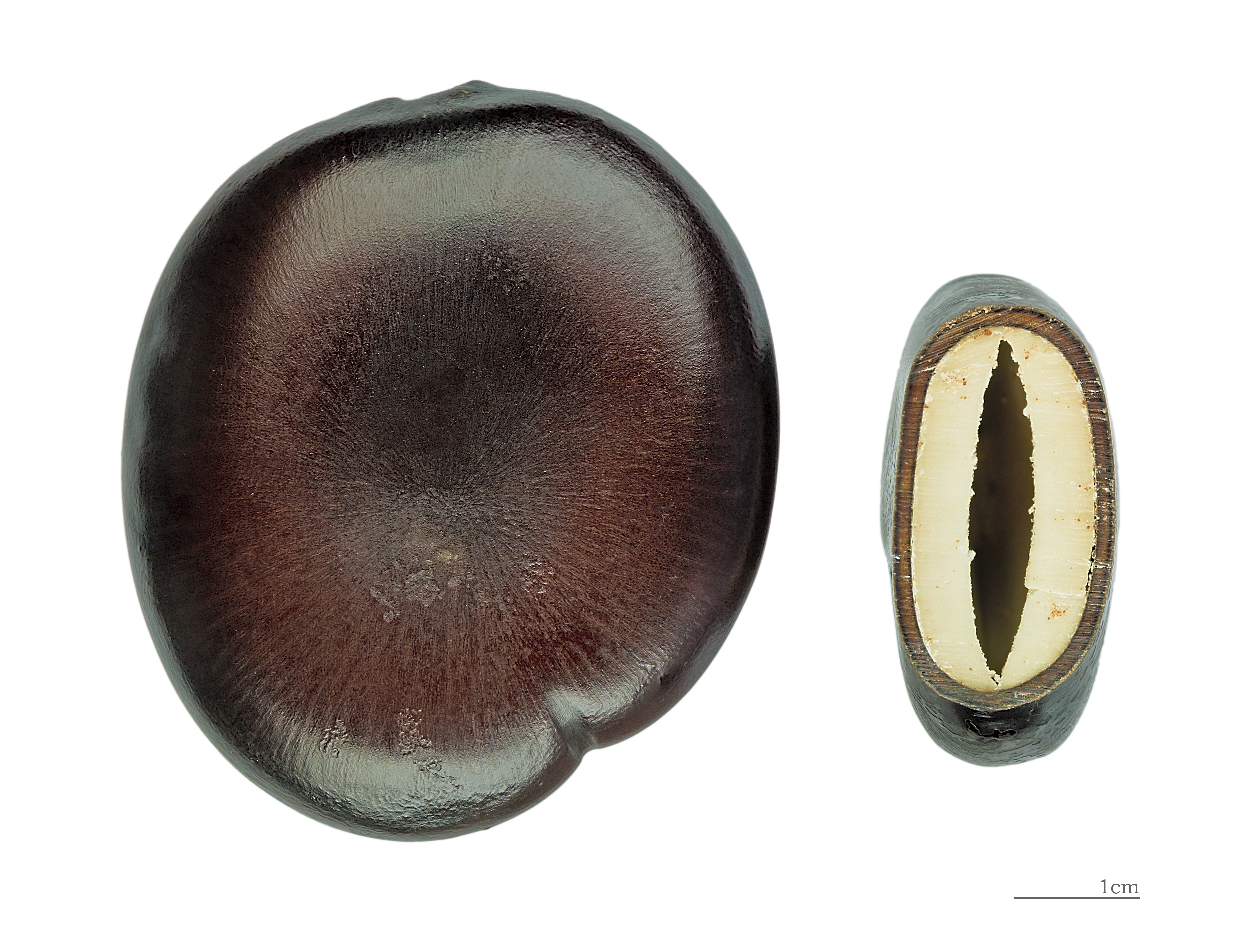
Entada phaseoloides - Hidrocòria

La hidrocòria és el mecanisme de dispersió dels propàguls o llavors a través de l'aigua. En aquest cas, les llavors estan adaptades a aquest medi aquós a través de membranes que garanteixin la impermeabilitat, i cambres d'aire o oli que permetin la flotació. Té una importància secundària en la nostra flora i només afecta de manera significativa a les plantes que viuen prop de rierols i estanys com per exemple els nombrosos tàxons del gènere Carex. La hidrocòria pot donar-se per efecte de la pluja (ombrohidrocòria) o a través de corrents d'aigua (nautohidrocòria). En el primer cas trobem les càpsules, pixidis o fol·licles que queden oberts de cara amunt i l'impacte de les gotes de pluja fa sortit mecànicament les llavors de dins del fruit. En el segon cas les diàspores tenen una bona adaptació per a surar, mitjançant teixits flonjos o vesícules (Carex rostrata, per exemple) i ser emportades lluny sense ser deteriorades. El coco (Cocos nucifera), n'és l'exemple clàssic; és més lleuger que l'aigua, cosa que li permet surar llargament a la superfície marina fins a alguna platja a vegades molt remota del seu origen. Un tipus menys específic de nautohidrocòria és el de les diàspores de moltes herbes ruderals de marge de camps de cultiu i que són arrossegades per l'escolament superficial de l'aigua de regadiu.

## Zoocòria
S'anomena zoocòria a la forma de dispersió dels propàguls en que l'agent que realitza el transport és un animal. Els animals són els vectors més importants com a disseminadors,
involuntaris o voluntaris; en aquest cas, el procés és anàleg a la zoidiofília del pol·len. Es pot parlar de diversos tipus de zoocòria, segons el grup animal que actua de vector: ocells (ornitocòria), mamífers (mamaliocòria), rèptils (herpetocòria), o segons el procediment (ectozoocòria o endozoocòria). Les plantes que opten per aquest mecanisme produeixen sovint propàguls en forma de llavors, nues o acompanyades per parts derivades d'altres òrgans (fruit), que idealment han de dispersar-se a distàncies que a voltes són força notables. Per a la zoocòria les llavors o els fruits presenten parts externes especialitzades que faciliten la seva associació amb els animals.
Distingim dues modalitats: 
- Exozoocòria, Ectozoocòria o Epizoocòria: les llavors o fruits s'adhereixen a la superfície dels animals per mitjà de substàncies adhesives o d'estructures mecàniques que afavoreixen la fixació, com ara ganxos o arpons. Aquest transport extern és habitualment involuntari.
- Endozoocòria: les llavors són empassades per determinats animals, atrets a això per una testa (coberta de la llavor), un fruit de consistència carnosa o algun altre esquer. Els fruits i llavors preparats per a això són portadors de recompenses amb els que alhora atreuen als seus agents dispersants.

### Exozoocòria
En l'ectozoocòria la diàspora és transportada involuntàriament, enganxada a la superfície del cos. Sol fer-se mitjançant animals amb pèls o plomes (que, a més, són els més mòbils) i les diàspores són sovint glanduloses o viscoses (si més no, en estat hidratat com en Plantago, o Helianthemum) o bé amb apèndixs punxents o ganxuts (anomenats aculis) com, per exemple, en Tordylium, Medicago, Cynoglossum o Tribulus així com l'apegalós (Galium aparine) o l'enganxavelles (Xanthium spinosum) els fruits dels quals sovint trobem enganxats als nostres mitjons. També es dona en el cas de diàspores menudes que, barrejades amb fang, viatgen adherides als animals; moltes plantes de vores d'aigua i d'aiguamolls, com ara Carex o Juncus es beneficien dels ocells migradors que arriben a fer grans recorreguts. També es veu sovint en plantes paràsites que creixen sobre les branques dels arbres, com el vesc (Viscum album) i altres lorantàcies, on la dispersió depèn de les aus i altres animals arborícoles, i és l'única manera d'assegurar que les llavors arribin a noves branques sobre les quals germinar.
|  |  |  |

### Endozoocòria

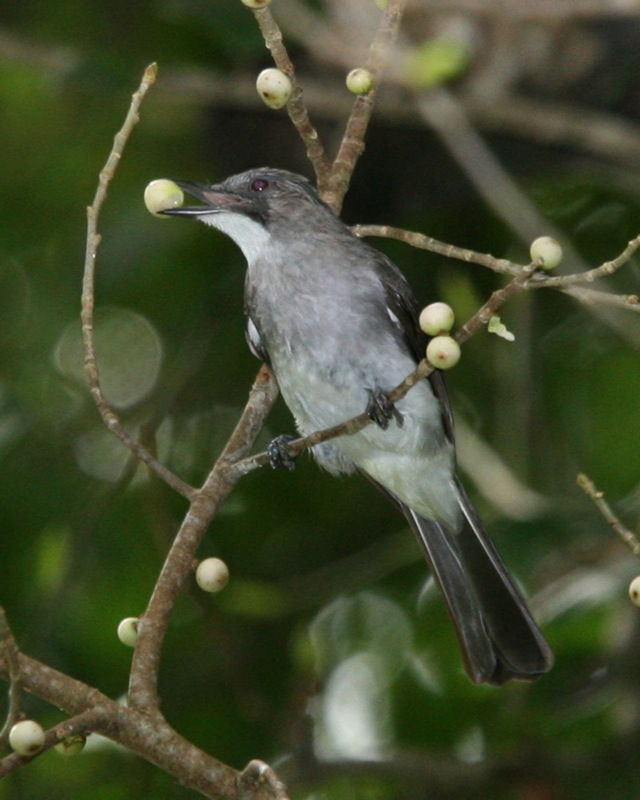
Ocell enduent-se un fruit

Moltes plantes produeixen fruits carnosos o llavors carnoses, sovint amb abundants estructures aquoses i nutrients, rics en aromes i de colors vistosos. A més, aquestes diàspores sovint canvien gradualment de color (de verd, poc visible, a colors vius) i de gust (d'àcid a dolç) a mesura que maduren i es fan aptes per a ser dispersades. Tot plegat implica l'atracció d'animals (principalment de mamífers i ocells, més rarament de rèptils o altres animals), que els devoren passant les llavors al tracte digestiu de l'animal. Les llavors no només resisteixen els sucs gàstrics, sinó que en general no assoleixen la plena capacitat de germinar si no experimenten els seus efectes. Així, té molta importància la protecció de la part interna de la llavor, o de la llavor sencera si la diàspora és un fruit (en definitiva, la protecció de l'embrió), protecció que és tant mecànica, contra la masticació (testes dures o endocarpis petris), com química, per a resistir el procés de la digestió. Les olives, per exemple, han de ser empassades, abans de germinar, acció que fan els ocells de mida mitjana com les garses. Són abundants els fruits petits de color més o menys intensament vermells, com les cireres, que han de seguir aquesta estratègia. El seu color es correspon precisament amb la màxima sensibilitat de l'ull de les aus, l'equivalent del que representa el groc en la nostra pròpia visió. En cas de ser els ocells el vector de dispersió de les llavors, es parla d'ornitocòria i les diàspores solen tenir colors vius (vermell, negre, lila…; perquè es vegin del cel estant), són poc o gens aromàtiques (els ocells no tenen olfacte), relativament petites, i romanen dalt de l'arbre o arbust molt de temps atès que si la planta perd la fulla, ressalten molt des de lluny. Molts fruits tropicals grocs o ataronjats estan adaptats, però, a ser devorats per micos. S'interpreta de fet que la visió del color que distingeix els primats (micos) dels altres mamífers (que no diferencien els colors) representa un cas de coevolució o coadaptació dels primats, arborícoles com són, als arbres de les regions tropicals on es van originar. Un altre grup de mamífers que, com els primats, col·laboren en la dispersió de les llavors, són el dels macroquiròpters, també anomenats guineus voladores. Aquests grans ratpenats propis de les selves tropicals que consumeixen fruits dins de la seva dieta habitual, també van a les flors i, actuen, també, com a pol·linitzadors. Es diu frugívors (literalment menjadors de fruita) als animals que presenten aquesta adaptació dietètica i en general són atrets més per l'olor (els mamífers tenen bon olfacte) i per això sovint els fruits cauen a terra quan són madurs. En el cas de les cireres, l'esquer forma part del fruit, en concret del mesocarpi, però en altres espècies pot ser part directament de la llavor, com passa a la magrana, les llavors estan dotades d'una sarcotesta vistosa i dolça. Alguns fruits presenten les llavors disperses en la polpa, com passa a melons, síndries i carabasses cucurbitàcies i també en pomes, peres i altres rosàcies emparentades. En aquests casos l'agent dispersant sol ser algun mamífer omnívor.
També es pot considerar endozoocòria la pastura, atès que els animals que pasturen mengen parts verdes de la planta i, involuntàriament, ingereixen llavors, que disseminen amb les deposicions. La frugivòria (i la pastura) representen una interessant coevolució plantes/animals, comparable a la que s'observa en la pol·linització zoidiòfila. A més la immensa majoria de plantes endozoòcores obtenen un altre avantatge dins l'estratègia global de dispersar les seves llavors, i és que aquestes són "sembrades" amb acompanyament d'una dosi d'adob que representen els excrements al costat dels que són abandonades.

### Mirmecocòria
Un cas especial de zoocòria l'ofereixen les plantes que se serveixen de formigues per a la seva dispersió. Aquest fenomen, anomenat mirmecocòria, requereix que les llavors portin alguna excrescència en forma de recompensa, però no necessària per a la germinació, que justifiqui l'esforç de les formigues. Com a regla general es tracta d'apèndixs anomenats eleosomes (literalment "cossos grassos"), rics en nutritius olis. Les formigues recullen aquestes llavors transportats fins als seus caus, on l'eleosoma és separat activament i la llavor abandonada però just enterrada òptimament per a germinar. En són bons exemples en la nostra flora les lletereses (Euphorbia), el romaní (Rosmarinus officinalis) i el marxívol (Helleborus foetidus), entre moltes d'altres.

## Autocòria

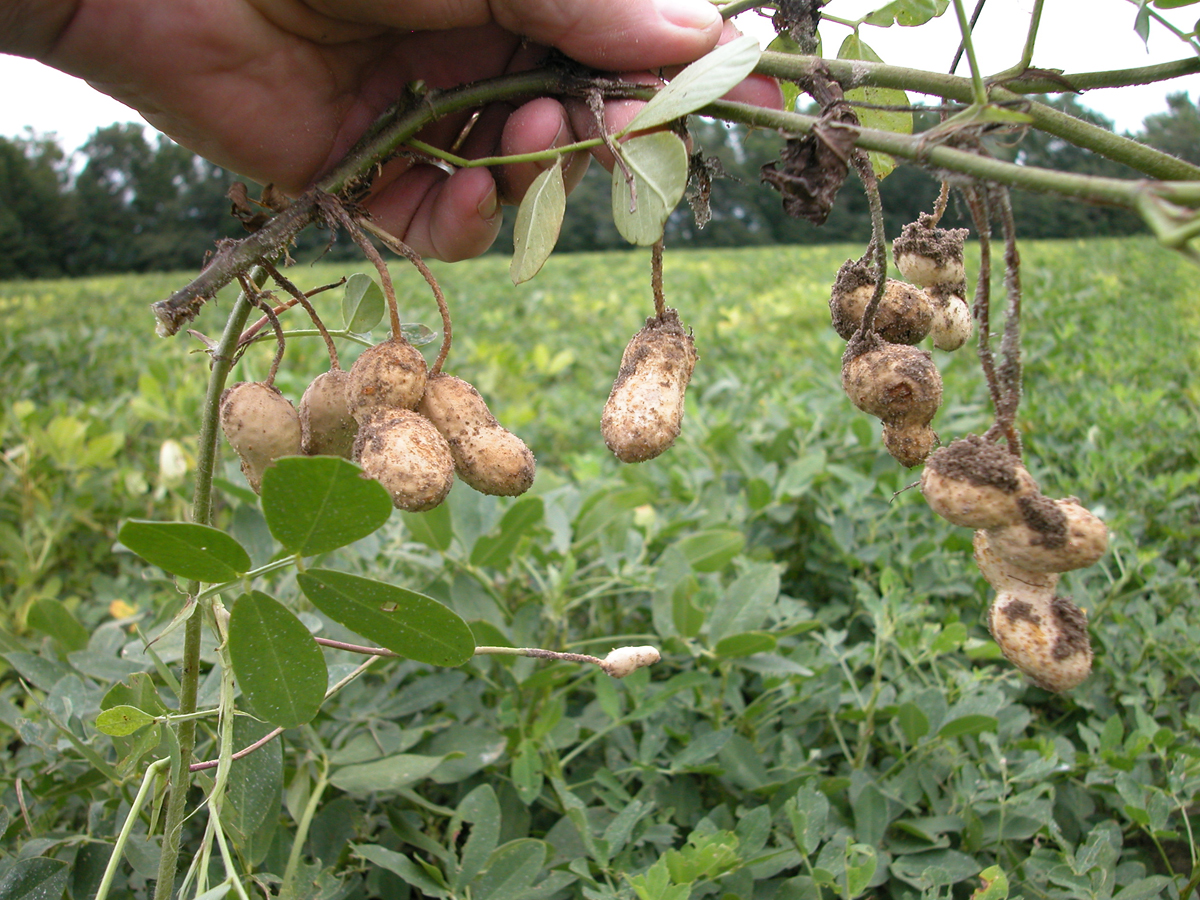
Cacuets soterrats a terra

L'autocòria implica que és la mateixa planta l'encarregada de disseminar activament les seves diàspores. Es dona en les plantes que han desenvolupat mecanismes adaptatius per allunyar les llavors, o per dipositar-la concretament en el lloc de germinació. Així, la boleoautocòria consisteix en l'ejecció de la diàspora, normalment a causa de tensió higroscòpica per un moviment brusc de torsió de les dues valves, com fan els fruits de papilionàcies com la ginesta (Spartium junceum). La boleoautocòria és una de les formes menys comunes de les utilitzades per les plantes o els fongs per a afavorir la dispersió dels seus propàguls, però tot i així no és un fenomen rar, i n'hi ha multitud d'exemples. És freqüent, en algunes angiospermes, que la maduració del fruit vagi acompanyada d'un augment de turgència. Cal una causa fortuïta, com el pas d'un animal, el cop de les gotes de pluja o la pressió del vent, perquè les llavors surtin disparades. Alguns exemples; Ecballium elaterium, conegut a casa nostre com esquitxagossos, desprèn els seus fruits madurs dels seus peduncles a la menor fricció. Les llavors, cobertes de matèria adhesiva, surten disparades amb força suficient per a produir una sensació dolorosa a qui les rep. Les que queden adherides a l'animal o persona, troben una oportunitat afegida d'allunyar-se de la planta mare (ectozoocòria). Impatiens noli-tangere, porta un nom posat per Linné al gènere que ja fa referència a aquest tret ("no em toqueu"), el mateix que l'epítet específic noli-tangere, que significa el mateix que "no-em-toquis" en llatí. En altres angiospermes, el fruit acumula durant la maduració energia elàstica en les estructures que sostenen la llavor, de manera que una fricció o un contacte accidental qualsevol allibera aquesta tensió de manera que les diàspores són llançades a molta distància. Per aquest mecanisme les llavors de diverses plantes poden allunyar-se més d'un metre. Aquesta és la forma típica de dispersió, per exemple, de l'extens gènere Geranium.
En algunes plantes de murs i llocs rocosos (com per exemple Cymbalaria muralis), el peduncle fructífer creix fins a dipositar el fruit en una fissura. Una cosa semblant passa amb altres plantes d'ambients secs, com ara en Arachis hypogaea (cacauet) o Trifolium subterraneum, que enterren activament el fruit a terra. Aquest fenomen anomenat geoautocòria, té el sentit d'assegurar la perpetuació en el mateix lloc talment com si fos una autosembra.
Una altra mena d'autocòria és l'herpautocòria, en la qual la diàspora, un cop a terra, mitjançant moviments higroscòpics i amb l'ajut dels pèls rígids que té, fa moviments de reptació i rotació, que acaben per introduir-la en el sòl. És freqüent en espècies del gèneres Erodium, Stipa i Aegilops entre d'altres.
També hi ha múltiples exemples de fongs que utilitzen un mecanisme explosiu de dispersió. El més notable és Pilobolus, un sapròfit que es desenvolupa sobre els excrements de les vaques, i l'esporangi creix a l'extrem d'un peduncle dotat de fototropisme positiu. Sota l'esporangi es desenvolupa un teixit turgent que acaba per provocar el seu tret fins a distàncies de més de dos metres; allà, les espores són menjades pels animals que pasturen, dispersant-se encara més.

## Altres tipus de dispersió
Quan el vector és l'home que amb les seves activitats transporta diàspores, llavors es parla d'antropocòria, atès que els mecanismes són diferents dels vectors animals. Aquest transport pot ser voluntari (cas de les plantes cultivades), o involuntari, (cas de les males herbes, per exemple) introduïdes com a contaminants de llavors cultivades, o bé amb terra de cultius, o bé enganxades a peces de vestir o al calçat.
Bé que moltes plantes es refien d'un sol tipus de disseminació per a escampar les seves diàspores, no són pas rares les plantes que tenen fruits o llavors de formes diferents i adaptades a menes de disseminació diferents. D'aquest fenomen se n'anomena heterocòria. Moltes compostes fan dues menes de fruits, uns amb papus, que poden ser emportats pel vent (euanemocòria), i uns altres sense papus, que cauen a terra i poden ser arrossegats per l'aigua d'escolament (ombrohidrocòria) o arreplegats per les formigues (mirmecocòria). El boixac de camp (Calendula arvensis), per exemple, pot fer fruits de tres menes diferents.